# Фінал молодіжного чемпіонату світу з футболу 2019
Фінал молодіжного чемпіонату світу з футболу 2019 року — футбольний матч, який визначив переможця молодіжного чемпіонату світу з футболу 2019 року. Матч відбувся 15 червня 2019 року на Міському стадіоні в місті Лодзь, Польща, і в ньому зустрілись молодіжні збірні України та Південної Кореї.
Україна виграла 3:1 і вперше в своїй історії стала чемпіоном світу.

## Перед матчем
У фіналі зустрілись дві команди, які до цього ніколи не виходили у фінал змагання. Для України найкращим результатом до цього була 1/8 фіналу у 2001, 2005 і 2015 роках, а для Південної Кореї — 4 місце у 1983 році. В результаті для обох команд перемога у фіналі стала би дебютним трофеєм.
У півфіналі проти Італії червону картку отримав основний захисник збірної України Денис Попов, через що змушений був пропустити вирішальний матч команди.

## Шлях до фіналу
| М  | Команда | І | В | Н | П | МЗ | МП | РМ | О |
| -- | ------- | - | - | - | - | -- | -- | -- | - |
| 1. | Україна | 3 | 2 | 1 | 0 | 4  | 2  | +2 | 7 |
| 2. | США     | 3 | 2 | 0 | 1 | 4  | 2  | +2 | 6 |
| 3. | Нігерія | 3 | 1 | 1 | 1 | 5  | 3  | +2 | 4 |
| 4. | Катар   | 3 | 0 | 0 | 3 | 0  | 6  | −6 | 0 |

| М  | Команда        | І | В | Н | П | МЗ | МП | РМ | О |
| -- | -------------- | - | - | - | - | -- | -- | -- | - |
| 1. | Аргентина      | 3 | 2 | 0 | 1 | 8  | 4  | +4 | 6 |
| 2. | Південна Корея | 3 | 2 | 0 | 1 | 3  | 2  | +1 | 6 |
| 3. | Португалія     | 3 | 1 | 1 | 1 | 2  | 3  | −1 | 4 |
| 4. | ПАР            | 3 | 0 | 1 | 2 | 3  | 7  | −4 | 1 |

## Перебіг матчу
Корейці з перших хвилин дуже активно пішли вперед і почали пресингувати. На 2-ій хвилині Бескоровайний збив супротивника на газон на лінії штрафного майданчика. Арбітр фол не зафіксував, але після перегляду VAR змінив своє рішення і призначив пенальті у ворота України. Лі Кан Ін взявся за виконання одинадцятиметрового і переграв Андрія Луніна. Українці змушені були відіграватись і почали зламувати організовану оборону суперника. Спершу, виходило це досить погано — атакам збірної України не вистачало гостроти. Корнієнко та Конопля активно підключалися по флангах, а Булеца намагався отримати простір завдяки індивідуальній майстерності.
За десять хвилин до свистка на перерву Супряга зреагував на відскок в чужій штрафній і з носка послав м'яч точно в кут, зрівнявши рахунок. Українська збірна продовжила чинити тиск на ворота супротивника, але відзначитися ще раз не вдалося. Відпочивати команди пішли за рівного рахунку.
Корейці непогано атакували з перших хвилин другої половини гри, але відзначитися взяттям воріт вдалося українській команді. Конопля протягнув м'яч по флангу і в боротьбі з противником відпасував на Супрягу, а той впевнено реалізував вихід один на один, зробивши дубль у матчі і вперше вивівши свою команду вперед. Після цього гола номінальні гості трохи занервували, але продовжили атакувати. Збірна України також відповідала. На 63 хвилині Супряга хитнув противника і покотив на Булецу, а той запустив м'яч на трибуни. Однак миттю раніше Супряга отримав пошкодження плеча і був замінений на Сікана.
Корейці в середині тайму заробили перший кутовий у матчі і мали шанс зрівняти рахунок, але Андрій Лунін показав чудову реакцію і перевів м'яч у поперечину після удару супротивника головою з кількох метрів.
Всі питання щодо переможця були зняті під завісу зустрічі, коли Цитаішвілі протягнув м'яч з центру поля на швидкості і щільним ударом вразив дальній кут воріт, встановивши остаточний рахунок 3:1. Корейці ще спробували забити, але їх підходи успіхом не увінчалися.

## Матч
| 15 червня 2019 18:00 |

| Україна                         | 3–1      | Південна Корея      |
| ------------------------------- | -------- | ------------------- |
| Супряга 34', 54' Цітаішвілі 89' | Протокол | Лі Кан Ін 5' (пен.) |

| Міський стадіон, Лодзь Глядачів: 16,344 Арбітр: Ісмаїл Ельфат (США) |

| Україна | Південна Корея |

| ВР                 | 1  | Андрій Лунін         |          |     |
| ЗХ                 | 2  | Валерій Бондар (к)   |          |     |
| ЗХ                 | 3  | Олександр Сафронов   |          |     |
| ЗХ                 | 13 | Данило Бескоровайний |          |     |
| ПЗ                 | 7  | Георгій Цітаішвілі   | 89'      |     |
| ПЗ                 | 8  | Олексій Хахльов      |          | 56' |
| ПЗ                 | 9  | Віктор Корнієнко     |          |     |
| ПЗ                 | 10 | Сергій Булеца        |          | 88' |
| ПЗ                 | 15 | Кирило Дришлюк       |          |     |
| ПЗ                 | 17 | Юхим Конопля         | 86'      |     |
| НП                 | 11 | Владислав Супряга    | 34', 53' | 63' |
| Заміни:            |    |                      |          |     |
| ПЗ                 | 6  | Максим Чех           |          | 56' |
| НП                 | 14 | Данило Сікан         |          | 63' |
| ПЗ                 | 21 | Олексій Кащук        |          | 88' |
| Головний тренер:   |    |                      |          |     |
| Олександр Петраков |    |                      |          |     |

| ВР               | 1  | Лі Гван Йон      |           |     |
| ЗХ               | 2  | Хван Те Хьон (к) |           |     |
| ЗХ               | 3  | Лі Дже Ік        | 56'       |     |
| ЗХ               | 4  | Лі Джі Соль      |           |     |
| ЗХ               | 5  | Кім Хьон У       | 33'       |     |
| ЗХ               | 19 | Чхве Чун         |           | 80' |
| ПЗ               | 6  | Кім Чжун Мін     | 78'       |     |
| ПЗ               | 9  | О Се Хон         |           |     |
| ПЗ               | 10 | Лі Канг Ін       | 5' (пен.) |     |
| ПЗ               | 20 | Кім Се Юн        |           | 46' |
| НП               | 18 | Чхо Йон Ук       |           | 63' |
| Заміни:          |    |                  |           |     |
| НП               | 7  | Чон Се Джин      |           | 63' |
| ЗХ               | 8  | Лі Гю Хьок       |           | 80' |
| ПЗ               | 11 | Ум Вон Сан       |           | 46' |
| Головний тренер: |    |                  |           |     |
| Чон Чин Йон      |    |                  |           |     |

| Помічники арбітра: Кайл Аткінс (США) Корі Паркер (США) Четвертий арбітр: Абделькадер Зітуні (Таїті) Відеоасистент арбітра: Алан Келлі (Ірландія) Асистент відеоасистента арбітра: Павел Рачковський (Польща) |

## Статистика
| Статистика       | Україна | Південна Корея |
| ---------------- | ------- | -------------- |
| Голів            | 3       | 1              |
| Ударів           | 10      | 15             |
| Ударів у площину | 5       | 3              |
| Володіння м'ячем | 50 %    | 50 %           |
| Кутових          | 4       | 4              |
| Фолів            | 14      | 14             |
| Офсайдів         | 3       | 0              |
| Жовтих карток    | 1       | 3              |
| Червоних карток  | 0       | 0              |